# الكبير (شخصية خيالية)
الكبير شخصية خيالية كوميدي يؤديها الممثل المصري أحمد مكي، ظهرت لأول مرة عام 2009 من خلال فيلم طير أنت حيث كانت إحدى شخصيات الفيلم وسرعان ما تحولت عام 2010 إلى شخصية رئيسية ضمن مسلسل الكبير أوي في أجزاءه الثمانية، وهي شخصية رجل صعيدي يعمل كعمدة لقريته (المزريطة) ويتمتيز بالجدية والصرامة ولكن يتمتع بحس طفولي فكاهي.

## فكرة الشخصية
ترجع فكرة ابتكار الشخصية إلى فيلم طير أنت والذي كان من تأليف مشترك بين عمر طاهر وأحمد مكي والمخرج أحمد الجندي وصدر الفيلم عام 2008، والشخصية ظهرت بدون اسم محدد ولكن كان يشار لها بالكبير، وكانت شخصية تتسم بالقسوة والدموية والظلم في محاولة إسقاط على شخصية (عتريس) في فيلم شيء من الخوف والذي كان أيضاً مشهد النهاية مشابه لها عندما قام أهل القرية بحمل المشاعل.
وبعد النجاح الكبير الذي حققه الفيلم قرر مكي تقديم الشخصية في عمل تلفزيوني ولكن بشكل يغلب عليه الكوميديا، وتم عمل مسلسل الكبير والذي تم بثه لأول مرة عم 2011 وقدمت فيه الشخصية وحققت نجاح كبير.

## ملامح الشخصية
قوى الجسد، طوله متوسط، أصلع الرأس وكان يحاول إجراء عملية لزراعة الشعر في إحدى الحلقات،
ذو لهجة صعيدية، وله معتقدات غريبة، مثل أن قناديل البحر هم السبيط، ويحاول دس أفكاره إلى هدية زوجته، حيث أنه أقنعها أن المناطق السياحية لا يدخلها إلا السياح الأجانب.
هو قاسى وباطش ويحب إظهار قوته ويرسل من يزعجونه إلى أشرف حتى يمسكهم السلك العريان،
لكنه بالرغم من قسوته إلا أن به جانب لطيف وطيب ولكن تجده يغضب مرة واحدة أحيانا،
لم يعرف أن أمه هي سامنتا حيث لم يرها قط وأقنعه أبوه أن وسادة ألبسها عباءة ونقاب تكون أمه التي لم يرها أحد قط في حين كان والده عربيدا وأخبره الحقيقة وأن له أخ أمريكي توأم اسمه جوني.
تجده أحيانا ذا فهم ضعيف وتحتاج لأن تعيد الشرح أكثر من مرة ويكره أن يعرف أحد جهله.
ويحاول أحيانا أن يرفه عن نفسه ويخون هدية ولكنه يفشل كثيرا، وهدية تشبهه كثيرا ويلجأ إليها أحيانا لتخطط له.

## الأعمال التي ظهر بها

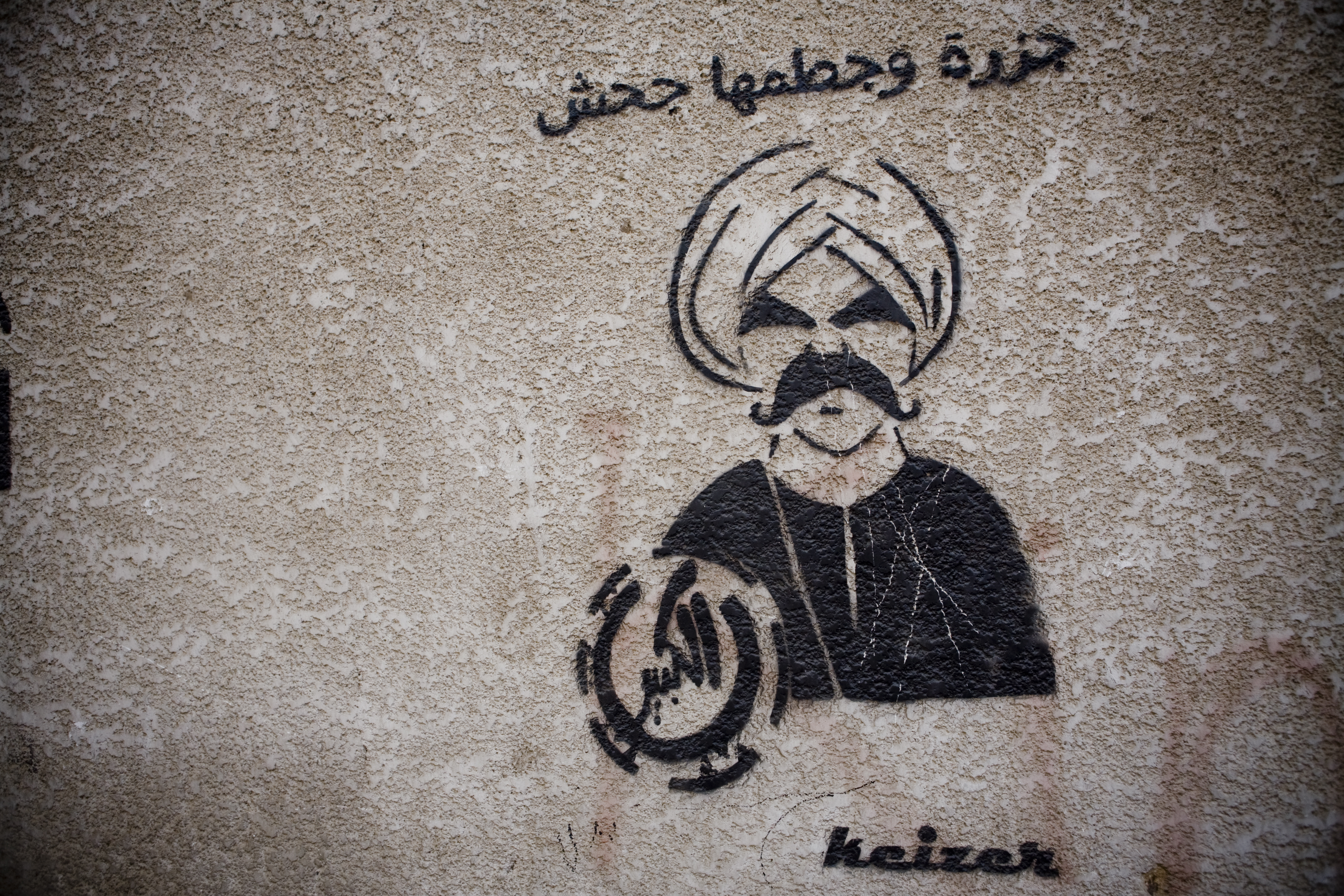
جرافيتي لشخصية الكبير، أعلاها إحدى عباراته المشهورة: «جزرة وجطمها جحش».

### أفلام
- فيلم طير إنت حيث ظهرت ضمن إحدى شخصيات الفيلم.

### مسلسلات
- الكبير أوي (2010)
- الكبير أوي 2 (2011)
- الكبير أوي 3 (2013)
- الكبير أوي 4 (2014) [3]
- الكبير أوي 5 (2015) [4]
- الكبير أوي 6 (2022)
- الكبير أوي 7 (2023)
- الكبير أوي 8 (2024)